# Circuit du Béarn
Le Circuit du Béarn est une ancienne course cycliste française, organisée de 1927 à 1935 autour de Pau dans le département des Pyrénées-Atlantiques. 
D'abord organisée sous forme de course par étapes jusqu'en 1931, l'épreuve devient une course d'un jour par la suite.

## Palmarès
| Année | Vainqueur       | Deuxième         | Troisième                |
| ----- | --------------- | ---------------- | ------------------------ |
| 1927  | Victor Fontan   | Marcel Maurel    | Maxime Mourguiat         |
| 1928  | Jean Mouveroux  | Raphaël Dupau    | Lucien Laval             |
| 1929  | Valeriano Riera | Raphaël Dupau    | Salvador Cardona         |
| 1930  | Hector Martin   | Maxime Mourguiat | Valeriano Riera          |
| 1931  | David Pedrero   | Valeriano Riera  | Jean-Baptiste Intcegaray |
| 1932  | Louis Capdepuy  | Marcel Maurel    | Salvador Cardona         |
| 1933  | Pierre Magne    | Salvador Cardona | Louis Capdepuy           |
| 1934  | Jean Bear       | Isidro Figueras  | Gabriel Hargues          |
| 1935  | Gabriel Hargues | Jean Bear        | Raphaël Dupau            |